# جونگ نیون
جونگ نیون (کره‌ای: 정년이; لاتین‌نویسی اصلاح‌شده: Jeongnyeon-i) یک مانهوای کره جنوبی است که به صورت یک وب‌تون منتشر شده است و به نویسندگی سو یی‌ره و تصویرگری نامون است. این وب‌تون به صورت سریالی شده در پلتفرم وب‌تون ناور کورپوریشن به نام ناور وب‌تون از آوریل ۲۰۱۹ تا مه ۲۰۲۲ منتشر شد. پس از جمع‌آوری فصل‌ها، در هفت جلد منتشر شد. یک مجموعه لایو اکشن اقتباسی به نام جونگ‌نیون: تولد ستاره در سال ۲۰۲۴ در تی‌وی‌ان منتشر خواهد شد.